# ラテン・オナーズ
ラテン・オナーズ（英語: Latin Honors）とは、主にアメリカ合衆国の大学において成績上位の生徒が受賞する称号の総称である。なお、カナダ・イスラエル・インドネシア・フィリピンなどでも用いられている。大学によって称号を授与する基準は異なるが、GPAが主な判断材料となる。例えば、ラテン・オナーズを受賞した皇后雅子の場合、学位はハーバード大学、B.A. in Economics, magna cum laudeとなる。

## 種類
ラテン・オナーズには下記のような種類がある。
- スンマ・クム・ラウデ（ラテン語: summa cum laude）- with highest praise. 最優等。成績上位5%程度。

- マグナ・クム・ラウデ（ラテン語: magna cum laude) - with great praise. 成績上位10%程度。

- クム・ラウデ（ラテン語: cum laude) - with praise. 優等。成績上位15%程度。

## ラテン・オナ－ズ保持者
- ジャネット・イエレン - アメリカ合衆国の政治家、経済学者。第78代アメリカ合衆国財務長官。ブラウン大学をSumma Cum Laudeにて卒業。
- 矢野祥 - アメリカ合衆国の医師。ギフテッド。ロヨラ大学をSumma Cum Laudeにて卒業。
- ベン・バーナンキ - アメリカ合衆国の経済学者。第14代米国連邦準備制度理事会 (FRB) 議長。ハーバード大学をSumma Cum Laudeにて卒業。
- ケタンジ・ブラウン・ジャクソン - アメリカ合衆国の法律家、同国において黒人女性初の最高裁判事。ハーバード大学をMagna cum laudeにて、同大学ロースクールをCum laudeにて卒業。
- イアン・ブレマー - アメリカ合衆国の政治学者。テュレーン大学卒業をMagna cum laudeにて卒業。
- 皇后雅子 - 日本の皇族。ハーバード大学をMagna cum laudeにて卒業。
- コンドリーザ・ライス - アメリカ合衆国の政治家・政治学者。第66代アメリカ合衆国国務長官。デンバー大学をCum Laudeにて卒業。